# Ольшаниця (станція)
Ольшаниця — проміжна залізнична станція Козятинської дирекції Південно-Західної залізниці на лінії Фастів I — Миронівка між зупинними пунктами Бушеве (відстань — 4 км) та Лютарський (відстань — 7 км). Розташована в селі Ольшаниця Білоцерківського району Київської області.

## Історія
Станція виникла 23 листопада (5 грудня) 1876 року, коли було відкрито лінію Фастів I — Миронівка.
1963 року електрифікована в складі дільниці Фастів I — Миронівка.